# 金海街道 (宿州市)
金海街道，是中华人民共和国安徽省宿州市埇桥区下辖的一个乡镇级行政单位。

## 行政区划
金海街道下辖以下地区：
陈营社区、王徐社区、河拐社区、后付社区、七里村、李桥村、阎店村、王桥村、邵王村、刘合村、五里村、曹凌村、幸福村、池湖村、振北村、大王村、曹坊村、骑路村、张吴村、大张村、丁楼村、三官村、前付村、谷岭村、陈岭村和邵圩村。